# فرد أير
فرد أير (بالإنجليزية: Fred Eyre)‏ هو لاعب كرة قدم ومدرب كرة قدم بريطاني، ولد في 3 فبراير 1944 في مانشستر في المملكة المتحدة. لعب مع لينكولن سيتي أف سي ومانشستر سيتي ونادي برادفورد بارك أفنيو ونادي كرو ألكساندرا وويغان أتلتيك.